# The Cord of Life
The Cord of Life è un cortometraggio muto del 1909 scritto e diretto da David W. Griffith.

## Trama
Ambientato tra gli emigranti siciliani d'America, la vicenda dei pericoli che corre un neonato.

## Produzione
Il film fu prodotto dall'American Mutoscope & Biograph. Venne girato il 6-8 e il 13 gennaio 1909 in esterni lungo le Palisades, sul fiume Hudson nel New Jersey e, in interni, nello studio della Biograph.

## Distribuzione
Il copyright del film, richiesto dall'American Mutoscope and Biograph Co., fu registrato il 22 gennaio 1909 con il numero H121877.
Distribuito dall'American Mutoscope & Biograph, il film - un cortometraggio di circa undici minuti - uscì nelle sale il 28 gennaio 1909. Copia del film (positivo in 35 mm) viene conservata negli archivi della Library of Congress. Nel 2003, fu distribuito in DVD dalla Grapevine, inserito in un'antologia di cortometraggi con altri dieci titoli dei primi film di Griffith - per un totale di 102 minuti - dal titolo D.W. Griffith, Director Volume 1 (1908-1909).

### Critica
Kemp R. Niver, The First 20 Years, Los Angeles 1969
...Griffith mostra al pubblico l'espressione angosciata del suo viso facendolo avvicinare velocemente alla m.d.p. (...) fu uno dei primi modi per il regista di risolvere il problema della comunicazione con il pubblico. Oggigiorno, lo stesso effetto sarebbe realizzato con una carrellata. Mentre il padre si precipita in casa, Griffith riporta il pubblico all'interno dell'appartamento. Avendo già informato lo spettatore su quello che potrebbe succedere se qualcuno aprisse la finestra, il regista inventa dei pretesti per dare occasione alla madre di dirigersi verso la finestra, che alla fine aprirà. Ogni volta, la donna viene distolta dall'azione da qualche azione di disturbo. Quando arriva il marito, gesticolando, che la informa su quello che è successo al bambino, Griffith inquadra la moglie per prolungare la suspense.